# Johnny Weissmuller
Johnny Weissmuller (rojen kot Peter Johann Weissmüller), ameriški filmski igralec in plavalec, * 2. junij 1904, Freidorf, Avstro-ogrska (danes Romunija), † 20. januar 1984, Acapulco, Mehika.
Weissmuller je nastopil na poletnih olimpijskih igrah v letih 1924 v Parizu in 1928 v Amsterdamu, tako v plavanju kot tudi vaterpolu. V plavanju je v prostem slogu osvojil tri posamične naslove olimpijskega prvaka in še dva s štafeto, v vaterpolu pa bronasto medaljo z ameriško reprezentanco leta 1924. V plavanju je osvojil še 52 naslovov državnega prvaka in postavil 67 svetovnih rekordov. Po končani športni karieri je zaslovel kot igralec, zlasti po vlogah v filmih o Tarzanu.

## Filmografija
| Film       | Film                                     | Film               | Film                                                             |
| Leto       | Naslov                                   | Vloga              | Opombe                                                           |
| ---------- | ---------------------------------------- | ------------------ | ---------------------------------------------------------------- |
| 1929       | Glorifying the American Girl             | Adonis             | Cameo v delu »Loveland«                                          |
| 1931       | Swim or Sink                             | Sam                | kratki film                                                      |
| 1931       | Water Bugs                               | Sam                | kratki film                                                      |
| 1932       | Tarzan, the Ape Man                      | Tarzan             |                                                                  |
| 1932       | The Human Fish                           | Sam                | kratki film                                                      |
| 1934       | Tarzan and His Mate                      | Tarzan             |                                                                  |
| 1936       | Tarzan Escapes                           | Tarzan             |                                                                  |
| 1939       | Tarzan Finds a Son!                      | Tarzan             |                                                                  |
| 1941       | Tarzan's Secret Treasure                 | Tarzan             |                                                                  |
| 1942       | Tarzan's New York Adventure              | Tarzan             |                                                                  |
| 1943       | Tarzan Triumphs                          | Tarzan             | Polni naslov: Edgar Rice Burroughs' Tarzan Triumphs              |
| 1943       | Tarzan's Desert Mystery                  | Tarzan             | Polni naslov: Edgar Rice Burroughs' Tarzan's Desert Mystery      |
| 1943       | Stage Door Canteen                       | Sam                |                                                                  |
| 1945       | Tarzan and the Amazons                   | Tarzan             | Polni naslov: Edgar Rice Burroughs' Tarzan and the Amazons       |
| 1946       | Tarzan and the Leopard Woman             | Tarzan             | Polni naslov: Edgar Rice Burroughs' Tarzan and the Leopard Woman |
| 1946       | Swamp Fire                               | Johnny Duval       |                                                                  |
| 1947       | Tarzan and the Huntress                  | Tarzan             | Polni naslov: Edgar Rice Burroughs' Tarzan and the Huntress      |
| 1948       | Tarzan and the Mermaids                  | Tarzan             | Polni naslov: Edgar Rice Burroughs' Tarzan and the Mermaids      |
| 1948       | Jungle Jim                               | Jungle Jim         |                                                                  |
| 1948       | The Lost Tribe                           | Jungle Jim         |                                                                  |
| 1950       | Mark of the Gorilla                      | Jungle Jim         |                                                                  |
| 1950       | Captive Girl                             | Jungle Jim         | Alternativni naslov: Jungle Jim and the Captive Girl             |
| 1950       | Jungle Jim in Pygmy Island               | Jungle Jim         | Alternativni naslov: Pygmy Island                                |
| 1951       | Fury of the Congo                        | Jungle Jim         |                                                                  |
| 1951       | Jungle Manhunt                           | Jungle Jim         |                                                                  |
| 1952       | Jungle Jim in the Forbidden Land         | Jungle Jim         |                                                                  |
| 1952       | Voodoo Tiger                             | Jungle Jim         |                                                                  |
| 1953       | Savage Mutiny                            | Jungle Jim         |                                                                  |
| 1953       | Valley of Head Hunters                   | Jungle Jim         |                                                                  |
| 1953       | Killer Ape                               | Jungle Jim         |                                                                  |
| 1954       | Jungle Man-Eaters                        | Jungle Jim         |                                                                  |
| 1954       | Cannibal Attack                          | Johnny Weissmuller |                                                                  |
| 1955       | Jungle Moon Men                          | Johnny Weissmuller |                                                                  |
| 1955       | Devil Goddess                            | Johnny Weissmuller |                                                                  |
| 1970       | The Phynx                                | Sam                |                                                                  |
| 1976       | Won Ton Ton, the Dog Who Saved Hollywood | Odrski delavec 2   |                                                                  |
| Televizija |                                          |                    |                                                                  |
| Leto       | Naslov                                   | Vloga              | Opombe                                                           |
| 1956–1958  | Jungle Jim (TV serija)                   | Jungle Jim         | 26 epizod                                                        |